# Radio Monique
Radio Monique is van oorsprong een zeezender uit de tweede helft van de jaren 80 van de 20e eeuw. Het station zou oorspronkelijk beginnen in september 1981 vanaf het schip waarvan Radio Paradijs uitzond; dit schip werd echter al na drie dagen door de Nederlandse politie opgebracht.

## Mi-Amigo
Op 15 april 1979 verhuurde de Caroline-organisatie de 10 kW-zender aan boord van de Mi-Amigo aan Fred Bolland. Met die zender begonnen de Nederlandstalige uitzendingen van Radio Caroline. Gedurende de dag waren de uitzendingen in het Nederlands. Aan boord waren: Paul de Wit (Erik de Zwart), Rob Hudson (Ruud Hendriks), Ad Roberts (Rob de Goede), Johan Visser op band (Ron Bisschop), Marc Jacobs (Rob van Dam) en Jeroen Woelwater (Jeroen Soer).
Omdat er te weinig reclame-inkomsten waren van de Nederlandstalige uitzendingen was er door de eigenaar van het zendschip de Mi Amigo besloten om de Belg Danny Vuylsteke en zijn rechterhand Ben Bode de dagelijkse leiding van het station over te laten nemen van Fred Bolland.
Op 11 februari kwam Wim Robijn aan boord van de MV Mi Amigo voor Radio Caroline. Toen startte de nieuwe programmering op Radio Caroline met de nieuwe deejays Carl de Jong (Peter Teekamp) en Sebastiaan Peters (Eddie Keur). De programma's van Tom van der Velde kwamen vanaf nu ook vanaf tape. Alle programma’s werden opgenomen in Den Haag, in de Hoge Nieuwstraat 3A.
In de nacht van 19 op 20 maart 1980 vond de MV Mi Amigo, het schip dat in de jaren zestig en zeventig voor verschillende radiostations dienst had gedaan als zendschip, uiteindelijk haar laatste rustplaats op de bodem van de Theemsmonding. Op dat moment dacht iedereen dat er daarmee ook het doek was gevallen voor Radio Caroline, het station dat zijn uitzendingen als zeezender in 1964 was begonnen.

## Nieuw schip
Die gedachte bleek fout. Het duurde even, maar het station kwam terug. Tussen het moment waarop de Mi Amigo zonk en een daadwerkelijke herstart van het station zat een periode van ruim drie jaren. In die tijd werd niet alleen de komst van een nieuw schip aangekondigd, het schip werd ook daadwerkelijk uitgerust in de haven van het Spaanse Santander. Problemen waren er ook genoeg. Zoveel zelfs, dat de verschillende financiers op een bepaald moment niet meer met elkaar door een deur konden. Gevolg was dat er op het schip beslag werd gelegd, waardoor alle activiteiten werden stilgezet.
Uiteindelijk lukte toch om het nieuwe schip, de MV Ross Revenge, op de Noordzee in internationale wateren, te verankeren. Op 19 augustus 1983 viel een relatief sterk signaal te horen via de 963 kHz op de AM-band. De Ross Revenge was niet alleen het grootste zendschip ooit — liefst 978 ton — maar had ook de hoogste zendmast ooit op een zendschip gebouwd — 300 feet. Maar, net als in de jaren zeventig keer op keer was gebleken, kon de Caroline-organisatie de onderneming financieel niet aan. Er was wel een aantal adverteerders geworven, maar de inkomsten waren bij elkaar lang niet voldoende om de enorm hoge kosten te dekken. In de jaren zeventig sprongen onder meer Radio Atlantis en Radio Mi Amigo bij, die zendtijd kochten bij de Caroline-organisatie, waardoor ook de bevoorrading kostendekkend werd.

## Radio Monique
Ook ditmaal kwam er geld van buiten in ruil voor zendtijd. Vanaf 16 december 1984 verhuurde de Caroline-organisatie de 50 kW zender aan boord van de Ross Revenge aan Fred Bolland. Met die zender begon de Nederlandse zakenman zijn eigen station: Radio Monique, waarvan de naam kwam van de ex-vrouw van Fred Bolland. In ruil daarvoor namen ze tevens de verantwoordelijkheid op zich voor de bevoorrading van het zendschip en het halen en brengen van de medewerkers van Radio Caroline en het nieuwe Radio Monique van en naar de Ross Revenge. In het Gooi werd daarnaast nog eens een speciale studio ingericht, waar oude rotten uit het vak als Joost den Draayer en Tony Berk nog eens lieten horen hoe radio, volgens eigen zeggen, eigenlijk gemaakt moest worden. Voor de rest werden de programma's verzorgd door een live-team van deejays.
In de volgende twee jaar was het een komen en gaan van deejays bij Radio Monique. De redenen van vertrek liepen uiteen: afspraken die niet werden nagekomen, de slechte leefomstandigheden aan boord, salarissen die niet of te weinig ontvangen werden of gewoonweg een gebrek aan kwaliteiten bij de betrokken deejay. Radio Monique was zeer succesvol in de beginperiode. Dit leidde tot jaloezie bij andere betrokkenen van Radio Monique. Nico van der Stee (Nico Volkert) die bij het begin van Radio Monique betrokken was is achter de rug van Fred Bolland naar Ronan O'Rahilly gegaan met een grote adverteerder van Radio Monique Texas Sigaretten. Er was een grote financiële investering gedaan door de eigenaar van Texas sigaretten en er was afgesproken dat Nico Volkert samen met Gert-Jan Smit (verantwoordelijk voor de godsdienstuitzendingen op Radio Caroline) de leiding zouden krijgen van het nieuwe station Radio 819. Op 24 november 1987 werd Fred Bolland door Ronan O'Rahilly op de hoogte gebracht van deze veranderingen en werd wel verzocht om de bevoorrading voor Radio 819 tegen een salaris blijven doen. Het afbreken van de zendmast één dag later op de Ross Revenge betekende echter het einde van Radio Monique op zee.

### Terugkeer
In 2020 zorgde Fred Bolland met een aantal oud medewerkers voor een terugkeer van het station, dit keer vanaf land op AM 918 Khz. De zender is in 2021 ook via het internet te beluisteren..